# ESP32
ESP32 — це серія мікроконтролерів типу «система на кристалі», що мають інтегровані контролери Wi-Fi і Bluetooth (дворежимний, англ. dual-mode), низьке енергоспоживання і невисоку ціну.[джерело?] У серії ESP32 використовується мікропроцесор Tensilica Xtensa LX6 в двоядерних та одноядерних варіаціях та включає вбудовані антенні перемикачі, радіочастотний балун, підсилювач потужності, приймач з низьким рівнем шумів, фільтри та модулі керування живленням. ESP32 створений та розроблений компанією Espressif Systems, китайською компанією, розташованою у Шанхаї, а виробляється компанією TSMC. Він є наступником мікроконтролера ESP8266.

## Особливості
Особливості ESP32 включають в себе наступне:
- Процесори:
  - Процесор: Xtensa двоядерний (або одноядерної) 32-розрядний LX6 мікропроцесор, що працює на 160 або 240 МГц і виконує до 600 DMIPS
  - Співпроцесор з наднизьким енергоспоживнням (ULP)
- Пам'ять: 520 Кб пам'яті SRAM
- Бездротовий зв'язок:
  - Wi-Fi: 802.11 b/g/n
  - Bluetooth: v4.2 BR/EDR і BLE
- Периферійні інтерфейси:
  - 12-розрядний АЦП до 18 каналів
  - 2 × 8-біт ЦАПи
  - 10 × сенсорних датчиків (ємнісних датчиків і контролерів)
  - Датчик температури
  - 4 × SPI
  - 2 × I2S інтерфейси
  - 2 × I2C інтерфейси
  - 3 × UART
  - SD/SDIO/CE-ATA/MMC/eMMC хост-контролер
  - SDIO/SPI підпорядкований контролер
  - Ethernet Mac інтерфейс з виділеними DMA і стандарти IEEE 1588 точного часу за протоколом підтримки
  - CAN bus 2.0
  - Інфрачервоний пульт дистанційного управління (передавач/приймач, до 8 каналів)
  - Можливість підключення двигунів та світлодіодів через ШІМ-вихід
  - Ультра низька потужність аналоговий передпідсилювач
- Безпека:
  - Стандарт IEEE 802.11 підтримує всі функції безпеки, у тому числі АБФ, захист WPA/WPA2 і ВАПІ
  - Безпечне завантаження
  - Шифрування флеш
  - 1024-бітний ключ, до 768 біт для клієнтів
  - Криптографічне апаратне прискорення: AES, SHA-2, RSA, криптографії на основі еліптичних кривих (ЕСС), генератор випадкових чисел (ГВЧ)
- Управління живленням:
  - Внутрішній низький регулятор відключення
  - Індивідуальний енергетичний домен для RTC
  - 5 мкА струм режиму «глибокий сон»
  - Прокидання з переривання від GPIO, таймера, вимірювання АЦП, переривання ємнісного сенсорного датчика

### Вбудований накопичувач
ESP32 містить таку вбудовану пам'ять:
| Розмір       | пам'яті   |
| ------------ | --------- |
| SRAM         | 520 KiBit |
| Флеш-пам'ять | 448 KiBit |
| NVRAM        | 16 KiBit  |

## QFN упакований чіп та модуль
ESP32 виготовляється в планарному корпусі типу QFN різних типорозмірів з 49 контактами. Зокрема, 48 планарних виводів розміщено вздовж чотирьох сторін та один великий тепловпровідний контакт (підключений до землі) на нижній частині корпусу.

### Версії
Система ESP32 на інтегральній схемі мікросхем упакована у пакети QFN розміром 6 мм × 6 мм та 5 мм × 5 мм.
| Назва        | Кількість ядер | Вбудована флеш-пам'ять (MiB) | Розмір  | Опис                                                            |
| ------------ | -------------- | ---------------------------- | ------- | --------------------------------------------------------------- |
| ESP31B       | 2              | 0                            | 6×6 mm2 | Попередній випуск SoC для бета-тестування; більше не доступний. |
| ESP32-D0WDQ6 | 2              | 0                            | 6×6 mm2 | Початковий чіп виробництва випуску серії ESP32.                 |
| ESP32‑D0WD   | 2              | 0                            | 5×5 mm2 | Менший фізичний варіант схожий на ESP32-D0WDQ6.                 |
| ESP32‑D2WD   | 2              | 2                            | 5×5 mm2 | 2 MiB (16 Mibit) вбудована варіація флеш-пам'яті.               |
| ESP32‑S0WD   | 1              | 0                            | 5×5 mm2 | Одноядерний процесор.                                           |

### Модуль
Система ESP32-PICO-D4 в пакетному модулі поєднує в собі кремнієві мікросхеми ESP32, кварцовий генератор, мікросхему флеш-пам'яті, конденсатори з фільтром та RF-з'єднання в єдиний пакет QFN розміром 7 мм × 7 мм.
| Назва         | Кількість ядер | Вбудована флеш-пам'ять (MiB) | Розмір  | Опис |
| ------------- | -------------- | ---------------------------- | ------- | --- |
| ESP32-PICO-D4 | 2              | 4                            | 7×7 mm2 | Включає в себе чіп ESP32, кварцовий генератор, флеш-пам'ять, фільтруючі конденсатори та кола високочастотного узгодження. |

## Друковані плати

### Модульні плати поверхневого монтажу
Модулі друкованої плати на основі ESP32 містять ESP32 SoC і призначені для легкого інтегрування в інші плати. Вимірювані інвертовані F-антенні конструкції використовуються для трасування антени PCB на модулях, перерахованих нижче. Окрім флеш-пам'яті, деякі модулі включають псевдостатичну оперативну пам'ять (pSRAM).

### Розробка та інші плати
Плати розгортання розширюють електропроводку і можуть додавати функціональність, зазвичай будуючи модулі ESP32 та полегшуючи їх використання в цілях розробки (особливо за допомогою макетів).

## Програмування
Мови програмування, платформи та середовища, що використовуються для програмування ESP32:
- Arduino IDE з ESP32 Arduino Core
- Espressif IoT Development Framework — Офіційна Espressif розробка для ESP32.
- Espruino — JavaScript SDK і прошивка майже замінює Node.js.
- Lua RTOS дляESP32
- Mongoose OS — Операційна система для підключених продуктів на мікроконтролерах;
- PlatformIO Ecosystem і IDE
- Pymakr IDE — IDE призначений для використання з пристроями Pycom;
- Simba Embedded Programming Platform
- Whitecat Ecosystem Blockly заснована на Web IDE
- MicroPython
- Zerynth — Python для IoT і мікроконтролерів, включаючи ESP32.

## Використання
Комерційне та промислове використання ESP32:

### Використання в комерційних приладах
- Світлодіодний браслет IoT групи Alibaba, який використовується учасниками щорічного збору 2017 року. Кожен браслет працює як «піксель», що приймає команди для координованого управління світлодіодним світлом. Це дозволяє формувати «живий і бездротовий екран».[4]
- DingTalk's M1 — біометрична система відстеження відвідуваності.[5]
- LIFX Mini — серія дистанційно керованих світлодіодних ламп.[6]
- Pium — домашній аромат та аромотерапія.[7]

### Використання в промислових приладах
- Moduino X Series X1 і X2 модулі TECHBASE — це комп'ютери на базі ESP32-WROVER для промислової автоматизації та моніторингу, що підтримують цифрові входи / виходи, аналогові входи та різні інтерфейси комп'ютерних мереж.[8]